# Чемпіонат Європи з футболу серед жінок 2025
Чемпіонат Європи з футболу серед жінок 2025 — 14-ий чемпіонат Європи з футболу серед жінок, що відбувся у Швейцарії з 2 по 27 липня 2025 року. У фінальній частині чемпіонату бере участь 16 команд. Це вже третій турнір з моменту його розширення до 16 збірних.
Турнір повернувся до свого звичайного чотирирічного циклу після того, як попередній чемпіонат було перенесено на 2022 рік через пандемію COVID-19.
Чинний чемпіон збірна Англія, захистила свій титул перегравши у фіналі по пенальті Іспанію 3–1.

## Вибір місця проведення
Остаточні заявки на проведення чемпіонату у жовтні 2022 року подали Данія, Фінляндія, Норвегія, Швеція, Франція, Польща та Швейцарія. Швейцарію було обрано господарями турніру 4 квітня 2023 року на засіданні Виконавчого комітеті УЄФА в Лісабоні.
| Країни                             | Голосування за раундами | Голосування за раундами | Голосування за раундами |
| Країни                             | 1 раунд                 | Тай-брейк               | 2 раунд                 |
| ---------------------------------- | ----------------------- | ----------------------- | ----------------------- |
| Швейцарія                          | 4                       | 6                       | 9                       |
| Данія, Фінляндія, Норвегія, Швеція | 4                       | 4                       | 4                       |
| Польща                             | 4                       | 3                       | —                       |
| Франція                            | 1                       | —                       | —                       |
| Разом                              | 13                      | 13                      | 13                      |

## Стадіони
| Санкт-Якоб Парк Місткість: 35,689                                                                     | Стад де Сюїсс Місткість: 32,997 | Стад де Женев Місткість: 30,950  | Летцигрунд Місткість: 24,186 |
| |                                 |                                  |                              |
| Базель Тун Люцерн Женева Сьйон Санкт-Галлен Берн Цюрихclass=notpageimage\| Міста-господарі чемпіонату |                                 |                                  |                              |
| Санкт-Галлен                                                                                          | Люцерн                          | Тун                              | Сьйон                        |
| Кібунпарк Місткість: 18,251                                                                           | Свісспорарена Місткість: 16,496 | Стокгорн Арена Місткість: 10,187 | Турбійон Місткість: 9,570    |
| |                                 |                                  |                              |

## Регламент
Команди, які посіли перше та друге місця у своїй групі, виходять до чвертьфіналу.
На груповому етапі команди ранжуються за очками (3 очки за перемогу, 1 очко за нічию, 0 очок за поразку). Якщо декілька команд мають рівну кількість очок, для визначення їхніх місць застосовуються такі критерії у наступному порядку:
1. Очки в очних матчах між цими командами.
2. Різниця голів в очних матчах між цими командами.
3. Голи, забиті в очних матчах між цими командами.
4. Якщо більше двох команд мають рівну кількість очок, і після застосування всіх наведених вище критеріїв особистих зустрічей частина цих команд все ще має рівні показники, усі вказані вище критерії особистих зустрічей повторно застосовуються виключно до команд з рівними показниками.
5. Різниця голів у всіх групових матчах.
6. Голи, забиті у всіх матчах групи.
7. Серія пенальті, якщо лише дві команди мають однакові показники за всіма наведеними вище критеріями, і вони зустрічаються в останньому раунді групи.
8. Дисциплінарні очки (червона картка = 3 очки, жовта картка = 1 очко, вилучення за дві жовті картки в одному матчі = 3 очки).
9. Рейтинг коефіцієнтів УЄФА для фінального жеребкування.

На стадії плей-оф для визначення переможців у разі необхідності використовується додатковий час і серія пенальті.

## Груповий раунд

### Група A
| Поз | Команда       | І | В | Н | П | ГЗ | ГП | РГ | О | Кваліфікація |
| --- | ------------- | - | - | - | - | -- | -- | -- | - | ------------ |
| 1   | Норвегія      | 3 | 3 | 0 | 0 | 8  | 5  | +3 | 9 | Плей-оф      |
| 2   | Швейцарія (H) | 3 | 1 | 1 | 1 | 4  | 3  | +1 | 4 | Плей-оф      |
| 3   | Фінляндія     | 3 | 1 | 1 | 1 | 3  | 3  | 0  | 4 |              |
| 4   | Ісландія      | 3 | 0 | 0 | 3 | 3  | 7  | −4 | 0 |              |

1. 1 2  Загальна різниця м'ячів: Швейцарія +1,  Фінляндія 0

| 2 липня 2025  |     |           |
| Ісландія      | 0–1 | Фінляндія |
| Швейцарія     | 1–2 | Норвегія  |
| 6 липня 2025  |     |           |
| Норвегія      | 2–1 | Фінляндія |
| Швейцарія     | 2–0 | Ісландія  |
| 10 липня 2025 |     |           |
| Фінляндія     | 1–1 | Швейцарія |
| Норвегія      | 4–3 | Ісландія  |

### Група B
| Поз | Команда    | І | В | Н | П | ГЗ | ГП | РГ  | О | Кваліфікація |
| --- | ---------- | - | - | - | - | -- | -- | --- | - | ------------ |
| 1   | Іспанія    | 3 | 3 | 0 | 0 | 14 | 3  | +11 | 9 | Плей-оф      |
| 2   | Італія     | 3 | 1 | 1 | 1 | 3  | 4  | −1  | 4 | Плей-оф      |
| 3   | Бельгія    | 3 | 1 | 0 | 2 | 4  | 8  | −4  | 3 |              |
| 4   | Португалія | 3 | 0 | 1 | 2 | 2  | 8  | −6  | 1 |              |

| 3 липня 2025  |     |            |
| Бельгія       | 0–1 | Італія     |
| Іспанія       | 5–0 | Португалія |
| 7 липня 2025  |     |            |
| Іспанія       | 6–2 | Бельгія    |
| Португалія    | 1–1 | Італія     |
| 11 липня 2025 |     |            |
| Італія        | 1–3 | Іспанія    |
| Португалія    | 1–2 | Бельгія    |

### Група C
| Поз | Команда   | І | В | Н | П | ГЗ | ГП | РГ | О | Кваліфікація |
| --- | --------- | - | - | - | - | -- | -- | -- | - | ------------ |
| 1   | Швеція    | 3 | 3 | 0 | 0 | 8  | 1  | +7 | 9 | Плей-оф      |
| 2   | Німеччина | 3 | 2 | 0 | 1 | 5  | 5  | 0  | 6 | Плей-оф      |
| 3   | Польща    | 3 | 1 | 0 | 2 | 3  | 7  | −4 | 3 |              |
| 4   | Данія     | 3 | 0 | 0 | 3 | 3  | 6  | −3 | 0 |              |

| 4 липня 2025  |     |           |
| Данія         | 0–1 | Швеція    |
| Німеччина     | 2–0 | Польща    |
| 8 липня 2025  |     |           |
| Німеччина     | 2–1 | Данія     |
| Польща        | 0–3 | Швеція    |
| 12 липня 2025 |     |           |
| Швеція        | 4–1 | Німеччина |
| Польща        | 3–2 | Данія     |

### Група D
| Поз | Команда    | І | В | Н | П | ГЗ | ГП | РГ  | О | Кваліфікація |
| --- | ---------- | - | - | - | - | -- | -- | --- | - | ------------ |
| 1   | Франція    | 3 | 3 | 0 | 0 | 11 | 4  | +7  | 9 | Плей-оф      |
| 2   | Англія     | 3 | 2 | 0 | 1 | 11 | 3  | +8  | 6 | Плей-оф      |
| 3   | Нідерланди | 3 | 1 | 0 | 2 | 5  | 9  | −4  | 3 |              |
| 4   | Уельс      | 3 | 0 | 0 | 3 | 2  | 13 | −11 | 0 |              |

| 5 липня 2025  |     |            |
| Уельс         | 0–3 | Нідерланди |
| Франція       | 2–1 | Англія     |
| 9 липня 2025  |     |            |
| Англія        | 4–0 | Нідерланди |
| Франція       | 4–1 | Уельс      |
| 13 липня 2025 |     |            |
| Нідерланди    | 2–5 | Франція    |
| Англія        | 6–1 | Уельс      |

## Плей-оф

### Турнірна сітка
|  | Чвертьфінали      | Чвертьфінали     |                   |       | Півфінали | Півфінали |  |  | Фінал | Фінал |
|  |                   |                  |                   |       |           |           |  |  |       |       |
|  | 17 липня – Цюрих  |                  |                   |       |           |           |  |  |       |       |
|  |                   |                  |                   |       |           |           |  |  |       |       |
|  | Швеція            | 2 (2)            |                   |       |           |           |  |  |       |       |
|  | Швеція            | 2 (2)            | 22 липня – Женева |       |           |           |  |  |       |       |
|  | Англія (пен. )    | 2 (3)            |                   |       |           |           |  |  |       |       |
|  | Англія (пен. )    | 2 (3)            | Англія (дч)       | 2     |           |           |  |  |       |       |
|  | 16 липня – Женева |                  | Англія (дч)       | 2     |           |           |  |  |       |       |
|  |                   | Італія           | 1                 |       |           |           |  |  |       |       |
|  | Норвегія          | Італія           | 1                 | 1     |           |           |  |  |       |       |
|  | Норвегія          |                  | 27 липня – Базель | 1     |           |           |  |  |       |       |
|  | Італія            | 2                |                   |       |           |           |  |  |       |       |
|  | Італія            | 2                | Англія (пен. )    | 1 (3) |           |           |  |  |       |       |
|  | 19 липня – Базель |                  | Англія (пен. )    | 1 (3) |           |           |  |  |       |       |
|  |                   | Іспанія          | 1 (1)             |       |           |           |  |  |       |       |
|  | Франція           | Іспанія          | 1 (1)             | 1 (5) |           |           |  |  |       |       |
|  | Франція           | 23 липня – Цюрих |                   | 1 (5) |           |           |  |  |       |       |
|  | Німеччина (пен. ) | 1 (6)            |                   |       |           |           |  |  |       |       |
|  | Німеччина (пен. ) | 1 (6)            | Німеччина         | 0     |           |           |  |  |       |       |
|  | 18 липня – Берн   |                  | Німеччина         | 0     |           |           |  |  |       |       |
|  |                   | Іспанія (дч)     | 1                 |       |           |           |  |  |       |       |
|  | Іспанія           | Іспанія (дч)     | 1                 | 2     |           |           |  |  |       |       |
|  | Іспанія           |                  |                   | 2     |           |           |  |  |       |       |
|  | Швейцарія         | 0                |                   |       |           |           |  |  |       |       |
|  | Швейцарія         | 0                |                   |       |           |           |  |  |       |       |

### Чвертьфінали
| 16 липня 2025 22:00 (CEST) |

| Норвегія        | 1–2      | Італія              |
| --------------- | -------- | ------------------- |
| - Геґерберґ 66' | Протокол | - Джіреллі 50', 90' |

| Стад де Женев, Женева Глядачів: 26 276 Арбітр: Стефані Фраппар (Франція) |

| 17 липня 2025 22:00 (CEST) |

| Швеція                                                                         | 2–2      | Англія                                                     |
| ------------------------------------------------------------------------------ | -------- | ---------------------------------------------------------- |
| - Асллані 2' - Блакстеніус 25'                                                 | Протокол | - Бронз 79' - Аг'єманг 81'                                 |
|                                                                                | Пенальті |                                                            |
| - Ангельдаль - Зігіотті Олме - Ерікссон - Бйорн - Фальк - Якобссон - Гольмберг | 2–3      | - Руссо - Джеймс - Мід - Грінвуд - Келлі - Клінтон - Бронз |

| Летцигрунд, Цюрих Глядачів: 22 397 Арбітр: Марта Уерта де Аза (Іспанія) |

| 18 липня 2025 22:00 (CEST) |

| Іспанія                         | 2–0      | Швейцарія |
| ------------------------------- | -------- | --------- |
| - дель Кастильйо 66' - Піна 71' | Протокол |           |

| Стад де Сюїсс, Берн Глядачів: 29 734 Арбітр: Марія Соле Феррієрі Капуті (Італія) |

| 19 липня 2025 22:00 (CEST) |

| Франція                                                                 | 1–1      | Німеччина                                                    |
| ----------------------------------------------------------------------- | -------- | ------------------------------------------------------------ |
| - Гейоро 15' (пен.)                                                     | Протокол | - Нюскен 25'                                                 |
|                                                                         | Пенальті |                                                              |
| - Мажрі - Каршауі - Малар - Балтимор - Жан-Франсуа - Н'Донгала - Сомбат | 5–6      | - Мінге - Дальманн - Кнаак - Дебріц - Бергер - Бюль - Нюскен |

| Санкт-Якоб Парк, Базель Глядачів: 34 128 Арбітр: Тесс Олофссон (Швеція) |

### Півфінали
| 22 липня 2025 22:00 (CEST) |

| Англія                        | 2–1 (дч) | Італія         |
| ----------------------------- | -------- | -------------- |
| - Аг'єманг 90+6' - Келлі 119' | Протокол | - Бонансеа 33' |

| Стад де Женев, Женева Глядачів: 26 539 Арбітр: Івана Мартинчич (Хорватія) |

| 23 липня 2025 22:00 (CEST) |

| Німеччина | 0–1 (дч) | Іспанія      |
| --------- | -------- | ------------ |
|           | Протокол | Бонматі 113' |

| Летцигрунд, Цюрих Глядачів: 22 432 Арбітр: Едіна Алвес Батіста (Бразилія) |

### Фінал
| 27 липня 2025 19:00 (CEST) |

| Англія                                       | 1–1      | Іспанія                                      |
| -------------------------------------------- | -------- | -------------------------------------------- |
| - Руссо 57'                                  | Протокол | - Кальдентей 25'                             |
|                                              | Пенальті |                                              |
| - Мід - Грінвуд - Чарльз - Вільямсон - Келлі | 3–1      | - Гіхарро - Кальдентей - Бонматі - Паралуело |

| Санкт-Якоб Парк, Базель Глядачів: 34 203 Арбітр: Стефані Фраппар (Франція) |